# 주생초등학교
주생초등학교는 대한민국 전북특별자치도 남원시 주생면 지당리에 있는 공립 초등학교이다.

## 학교 연혁
- 1929년  6월 17일   주생공립보통학교(4년제) 개교
- 1938년  4월  1일   주생공립심상소학교 개칭
- 1940년  4월  1일   주생국민학교(6년제) 개칭
- 1955년  6월 13일   주생국민학교 남생분교장 설립
- 1960년  4월  1일   남생국민학교 승격 분리
- 1981년  3월  1일   주생국민학교 병설유치원 개원
- 1994년  3월  1일   남생국민학교 통합
- 1996년  3월  1일   주생초등학교로 개명
- 1999년 10월 20일  교육부 지정 '인성교육 자율시범학교' 운영 보고
- 2005년 12월  8일  전국 학교교육과정 최우수 학교 선정
- 2006년 10월 19일 '아름다운 학교숲' 전국대회 수상
- 2014년  3월 31일  '창의경영 운영 우수학교' 교육부장관 기관표창
- 2020년  7월 18일   솔빛누리관(다목적체육관) 준공
- 2024년  3월  1일  공동통학구형 어울림학교 지정
- 2024년  9월  1일   제36대 김동오 교장 부임
- 2025년  1월 10일  제91회 7명 졸업(총 5,061명), 유치원 제43회 3명 졸업(총 591명)

## 학교 상징
- 교화 - 배롱나무꽃 : 양지바른 곳을 좋아하며 빨리 성장하는 배롱나무는 선비들의 사랑을 듬뿍 받은 나무이다. 선비들은 배롱나무를 사랑하여 정자나 서원에 주로 심었다고 한다. 선비들은 배롱나무의 붉은 꽃잎과 매끈한 줄기에서 변치 않는 일편단심의 지조를 배웠다고 한다.
- 교목 - 소나무 : 소나무는 오래 사는 나무이므로 예로부터 십장생의 하나로 장수를 나타냈으며, 비바람 눈보라의 역경 속에서 푸른 모습을 간직하고 있어 꿋꿋한 절개와 의지를 나타내는 상징으로 쓰여 왔다.
- 교조 - 까치 : 까치는 귀인의 출현을 알리는 길상의 상징이며 또한 행운을 가져다 주는 새라 하여 설 아침에 까치가 울면 그해는 운숟통이라고 하였다.

## 참고 자료
- 주생초등학교 - 한국교육학술정보원 학교알리미